# Boys Esté
Boys Esté (BOYSエステ?, BOYS Esute) è in origine un manga creato da Sōko Masaki e pubblicato in 7 volumi a partire dal 2004. Ne è stato tratto un dorama estivo in 12 puntate andato in onda nel 2007.

## Trama
Akagi, liceale che ha bisogno di soldi, inizia a lavorare a tempo parziale in un salone di bellezza; grazie alla sua tecnica sopraffina di massaggio viene presto soprannominato la mano divina. 
Si troverà a dover aiutare Shizuka, una ragazza sovrappeso e costantemente insicura del suo aspetto per colpa dei commenti crudeli che gli scaglia continuamente contro il suo fidanzato. L'aiuterà ad iscriversi ad un programma estetico che dovrebbe garantirgli il ritorno ad una figura perfetta.

## Personaggi e interpreti

### Dorama
- Aoi Nakamura - Akagi Hibiki
- Yumi Sugimoto - Koiwai Shizuka
- Hiroyuki Ikeuchi Morinaga Kanau
- Takumi Saitō - Shikishima Shichiri
- Toshiki Kashu - Meito Kitsuma
- Kazuhiro Ozawa - Ebisu Naoki
- Aki Yashiro
- Toshiya Sakai
- Sanae Miyata
- Manami Hashimoto
- Aya Kiguchi - Takanashi Sakura
- Mizuho Hata
- Sora Matsumoto

#### Star ospiti
- Marie - Takano Miki (ep. 2)
- Kumiko Endo (ep. 3)
- Tomiko Ishii (ep. 4)
- Aki Shibuya (ep. 5)
- Kaoru Noguchi (ep. 7)
- Eiki Kitamura (ep. 8-11)
- Momiji Yamamura (ep. 9)
- Yuki Matsumura (ep. 9-11)
- Masahiro Takashima (ep. 10)